# Vilalba Sasserra
Vilalba Sasserra és un municipi de la comarca del Vallès Oriental. Forma part de la subcomarca del Baix Montseny.
El nom de Trentapasses o trenta passos, es troba citat com a strata trentapassa per primera vegada en un document datat el 1199. El poble és denominat així per haver de travessar tantes vegades el Mogent per arribar a Llinars del Vallès, una altra possibilitat que s'estima és la de les trenta passes que es concedien a cada parròquia.

## Estructura del municipi
El municipi de Vilalba és un petit enclavament envoltat pels termes de Vallgorguina per l'est i el nord-est, Dosrius al sud-est, mentre que Llinars l'abraça pel sud-oest i nord-oest.
El terme municipal es desenvolupa al llarg de 250 metres amb un desnivell de 20 metres i una inclinació del 12,5 per cent. Sembla que segueix el traçat de l'antiga Via Augusta.
La zona del que podríem dir de barri vell, que es constitueix en un sol carrer, queda encaixat entre l'autopista AP-7 i la carretera comarcal C-35. A part trobarem el sector del turó de les garses situat al nord-est de la C-35. Tot creuant l'autopista en direcció sud hi ha tota l'extensió de muntanya del terme de Vilalba dividida en tres finques privades. 
|                    | Santa Maria de Palautordera |              |
| Llinars del Vallès |                             | Vallgorguina |
|                    | Dosrius                     |              |

## Geografia
- Llista de topònims de Vilalba Sasserra (Orografia: muntanyes, serres, collades, indrets..; hidrografia: rius, fonts...; edificis: cases, masies, esglésies, etc).

### Demografia
| 1497 f | 1515 f | 1553 f | 1717 | 1787 | 1857 | 1877 | 1887 | 1900 | 1910 |
| ------ | ------ | ------ | ---- | ---- | ---- | ---- | ---- | ---- | ---- |
| -      | -      | -      | 81   | 148  | 216  | 172  | 173  | 178  | 204  |

| 1920 | 1930 | 1940 | 1950 | 1960 | 1970 | 1981 | 1990 | 1992 | 1994 |
| ---- | ---- | ---- | ---- | ---- | ---- | ---- | ---- | ---- | ---- |
| 179  | 166  | 171  | 171  | 158  | 179  | 212  | 295  | 297  | 297  |

| 1996 | 1998 | 2000 | 2002 | 2004 | 2006 | 2008 | 2010 | 2012 | 2014 |
| ---- | ---- | ---- | ---- | ---- | ---- | ---- | ---- | ---- | ---- |
| 338  | 326  | 454  | 498  | 544  | 581  | 585  | 689  | 703  | 706  |

| 2016 | 2018 | 2020 | 2022 | 2024 | 2026 | 2028 | 2030 | 2032 | 2034 |
| ---- | ---- | ---- | ---- | ---- | ---- | ---- | ---- | ---- | ---- |
| 684  | 688  | 753  | 748  | 780  | -    | -    | -    | -    | -    |

### Orografia
El sistema muntanyós en el que s'inscriu Vilalba Sasserra és una llunyana derivació d'una contrafort de la serra del Cadí que s'allarga fins al Montseny. Una branca d'aquest sistema separa les conques del Besòs i de la Tordera. La divisòria entre ambdues conques baixa del cim del Matagalls, passa pel Pla de la Calma fins a Santa Susanna (Vilanova de Vilamajor) i, prenent la direcció sud-est arriba a Vilalba Sasserra, on empalma amb la serra del Corredor. D'aquí en surten dues branques una que per Alfar, Òrrius i Montalegre arriba a Santa Coloma de Gramenet, i una altra que per Arenys de Munt, Montnegre i Palafolls mor al peu de la Tordera, formant la partió entre aquest riu i les rieres del Maresme.
La serralada Prelitoral presenta com a cims més importants el turó de l'Home (1.712 m.), les Agudes (1.707 m.) i el Matagalls (1.694 m). A la serralada Litoral sobresurten els cims del Montnegre (763 m.), el Corredor (634 m.), Céllecs (534 m.) i Sant Mateu (484 m.).
La base dels terrenys que constitueixen el terme muntanyenc de Vilalba són roques porfíriques, i a les zones més altes, en el seu contacte amb el Corredor, hi predomina el granit sota diverses formes. Els sectors planers són formats pels terrenys miocènics, terciaris i quaternaris que constitueixen el fons de la depressió prelitoral.
La composició d'aquests terrenys fa que el fons de la depressió sigui molt apte pel conreu agrícola, (cereals, patates, farratges), abundants, sobretot, als sud del coll de Trentapasses.
Al sector muntanyenc, les roques granítiques, que en descompondre's formen sauló, fan el terreny molt apropiat per als cereals i farratges en els llocs pans, i per a la vinya, conreada principalment en feixes. Són realment els conreus que sempre han predominat a Vilalba Sasserra.

### Hidrografia
Des del punt de vista de la hidrografia, aquest sector és un punt de dispersió de les aigües: el vessant septentrional desaigua a la Tordera, mentre que el vessant meridional pertany a la conca del Mogent-Besós.
Precisament el coll de Trentapasses és el punt d'inflexió que determina aquesta partió. La riera de Trentapasses neix sota l'Església vella, passa per la font del Duc o de Can Gol i corre cap al nucli de Trentapasses: allí, bruscament, canvia de sentit i gira cap a la dreta, en direcció nord per a seguir paral·lela a la serralada Litoral. Després de rebre per l'esquerra el torrent de Can Agell, el de Can Bosc i el dels Abauç, el primer al límit del terme de Vilalba Sasserra, i per la dreta el torrent de Can Bonamusa, el de Can Canal i la riera de Tapioles. s'uneix a la riera de Vallgorguina i juntes desaigüen a la Tordera prop de Sant Celoni.
El torrent de Can Bonamusa neix a l'Era de Sant Isidre o prop del que havia estat Can Saurí, travessa d'est a oest la urbanització Canadà Parc, rebent al llarg del seu curs petites torrenteres, i troba la riera de Trentapasses davant d'aquella casa, a l'entrada de dita urbanització; el torrent de Can Canal ve del Turó Rodó i s'afegeix a la citada riera prop del Pont.
La riera de Tapioles neix més amunt de la vella església de Santa Eulàlia i després de recollir el torrent del Trull, fon les seves aigües amb les de la riera principal prop de Molí Nou. 
Els afluents de l'esquerra, que travessen terrenys més planers, són de curs més curt, excepte el dels Abauç i el seu tributari el torrent de Millars, que baixant d'una altitud de 348 m més amunt de Can Campillo a Sant Pere de Vilamajor, aflueix a la riera de Trentapasses prop de L'Hostal de la Font.
La vessant que mira cap a migdia ve representada pel torrent de l'Illa. Aquest s'origina al Corredor, baixa cap al Trull en direcció nord-est i aquí gira cap a l'esquerra seguint la corba de la muntanya, per anar a trobar la masia de l'Illa de la que pren el nom, i tot seguit desaigua a la riera d'Arenes, prop de Can Font, amb la que forma el Mogent.
A part d'aquests cursos d'aigua, que poden ésser importants a l'hivern i en èpoques de fortes pluges i quasi eixuts a l'estiu, pel terme de Vilalba corren petites torrenteres que venen determinades per l'anfractuositat del terreny.

## Clima
La constitució orogràfica del corredor Prelitoral on es troba Vilalba Sasserra dona unes característiques climàtiques pròpies. La serralada del Montnegre-Corredor, atura els aires de marina i fa que la temperatura sigui més freda del que li correspondria per la seva altura (200 m Trentapasses) a l'hivern, i que a l'estiu s'arribi a temperatures més altes del que hom podria esperar.
La pluviositat hi és força elevada, ja que la presència del Montseny obra com a condensador dels vents que arriben de la Mediterrània.

## Vegetació
La vegetació dels vessants de les muntanyes del terme municipal de Vilalba Sassera és bàsicament la vegetació típica del clima mediterrani. Hi predominen els alzinars, el pi pinyer barrejat amb el mateix, i també es poden trobar zones properes als torrents on s'hi troben plantacions de ribera, a les zones humides es pot trobar roure martinenc.
El sotabosc, s'hi pot trobar bruc, ginebró, llentiscle, arboç, arç blanc, argelaga, arítjol, lligabosc, galzeran, romaní, heura, estepes, farigola, marfull, falgueres, roldó i esparreguera, entre d'altres.
Moltes de les zones que abans eren vinyes, actualment, excepte una zona on encara hi ha vinya, el bosc ha guanyat terreny, avui dia ja s'hi poden trobar alzinars joves.
Hi ha alguns arbres centenaris dins del terme de Vilalba Sasserra. El més gran era el pi avi, un pi pinyer que, malauradament, les ventades del mes de desembre de 2014 van tombar. Un altre pi de grans dimensions es troba al costat de l'església vella i l'alzina del Trull.

## Fauna
A les zones boscoses hi viuen senglars, esquirols, guilles, conills de bosc, alguna serp, eriçons, reineta, gripaus, salamandres, sargantanes.
Per el que fa a les aus, s'hi poden trobar pardals, tudons, merles, coloms, pit-roigs, puputs, rossinyols, garses, orenetes de culblanc entre d'altres.

## Monuments i masies
Dolmen de pedra arca situat just amb la limitació amb Llinars del Vallès i datat de 2000 aC.
Dolmen del Trull situat prop de la masia del mateix nom.
La font del Duc, a la propietat privada de Can Gol.
L'església vella que avui dia és el cementiri de la vila, datada del 1023 de creu llatina i també dins de la propietat de Can Gol. A principis del segle xx va ser substituïda per l'església nova.
Llistat de masies actuals; de les quals només es dediquen dues a activitats del sector primari, Can Esteve amb una explotació ramadera i Can Gol amb producció agrícola de secà.
Can Gol
Can Agell
Can Bosch
Can Bonamusa
Can Bertran
Can Bosquet
Can Esteve
Can Font
L'Illa
Can Lleuger
Can Pau Guinart
Can Rafel
Can Solà nou
El Trull

## Economia
Actualment l'economia del poble es basa en el sector terciari, de restauració i serveis bàsics i en menor part el sector primari amb l'agricultura.

## Transport

### Autobús
Tots els serveis d'autobusos de Vilalba Sasserra són gestionats per l'empresa Sagalés.

#### Línies interurbanes
| Línia | <<         |                                                                        | >>          | Servei                         | Informació     |
| ----- | ---------- | ---------------------------------------------------------------------- | ----------- | ------------------------------ | -------------- |
| 560   | Granollers | per Cardedeu - Llinars - Vilalba Saserra - Santa Maria de Palautordera | Sant Celoni | Feiners de dilluns a divendres | horari parades |

#### Línies nocturnes
| Línia | <<         |                                                                        | >>          | Servei    | Informació       |
| ----- | ---------- | ---------------------------------------------------------------------- | ----------- | --------- | ---------------- |
| N73   | Granollers | per Cardedeu - Llinars - Vilalba Saserra - Santa Maria de Palautordera | Sant Celoni | Tot l'any | horari i parades |